# The Corre
The Corre – stajnia w wrestlingu, występująca w federacji World Wrestling Entertainment (WWE) w 2011. Grupa była drugą drużyną założoną przez Wade’a Barretta po tym jak opuścił on stajnię The Nexus w styczniu 2011. Drużyna zawierała się w składzie Heath Slater, Justin Gabriel, Wade Barrett i Ezekiel Jackson.

## Kariera stajni
W styczniu 2011 Wade Barrett został usunięty z przywództwa w stajni The Nexus przez CM Punka, a następnie przeniesiony z brandu Raw do SmackDown. Następnie Gabriel i Slater zostali zmuszeni przez Punka do inicjacyjnego wejścia do New Nexus pod jego wodzą, jednak obaj odmówili opuszczając New Nexus. W dniu 14 stycznia 2011 podczas jednego z odcinków SmackDown, Slater i Gabriel interweniowali w walce Barretta z The Big Show’em, a następnie później dołączył do nich Ezekiel Jackson, który wykonał na The Big Show’ie bodyslam. Tydzień później na SmackDown drużyna złożona z Barretta, Slatera, Gabriela i Jacksona nazwała siebie „The Corre” i określiła swoją pozycję jako bez konkretnego lidera uznając, że wszyscy członkowie grupy są sobie równi.
Na gali Elimination Chamber (2011) w lutym 2011 Justin Gabriel i Heath Slater sięgnęli po tytuł WWE Tag Team Championship będąc tag teamem wewnątrz stajni The Corre pokonując Santino Marellę i Vladimira Kozlova. Było to drugie panowanie tej drużyny nad tytułem po tym jak obaj Slater i Gabriel zdobyli pasy WWE Tag Team Championship wewnątrz stajni The Nexus. Podczas tej samej gali Wade Barrett uczestniczył w Elimination Chamber matchu o tytuł World Heavyweight Championship jednak został wyeliminowany przez The Big Show’a. Dzień później na Raw (21 lutego 2011) Gabriel i Slater stracili pasy mistrzowskie tag teamów na rzecz Johna Ceny i ówczesnego posiadacza tytułu WWE Championship The Miza, jednakże Gabriel i Slater natychmiast powołali się na klauzulę rewanżową po gali Elimination Chamber i wygrali walkę o mistrzostwo, rozpoczynając swoje trzecie panowanie nad tytułem WWE Tag Team Championship. W dniu 25 marca 2011 podczas odcinka SmackDown, Wade Barrett stał się posiadaczem tytułu WWE Intercontinental Championship po tym jak pokonał Kofiego Kingstona.
Na początku kwietnia 2011 podczas gali WrestleMania XXVII drużyna The Corre uległa szybkiej porażce (walka trwała nieco ponad 1,5 minuty) w eight-man tag team  przeciwko teamowi złożonemu z Big Showa, Kane’a, Kofiego Kingstona i Santino Marelli. W dniu 22 kwietnia 2011 podczas odcinka SmackDown, Gabriel i Slater stracili tytuł mistrzowski tag teamów na rzecz Big Showa i Kane’a. Na początku maja 2011 Jackson odwrócił się od reszty The Corre, po tym jak nie chciał celebrować zwycięstwa nad Big Showem, po czym na zapleczu hali został zaatakowany przez Barretta, Gabriela i Slatera. To spowodowało w następstwie feud pomiędzy Jacksonem i Barrettem. W czerwcu 2011 Barrett, Slater i Gabriel zmierzyli się w six-man tag team matchu przeciwko Jacksonowi i The Usos (Jey i Jimmy Uso) – podczas walki Barrett opuścił Gabriela i Slatera zostawiając ich w sytuacji dwóch zawodników na trzech. Gabriel i Slater przegrali walkę, a następnie skonfrontowali się Barrettem oznajmiając mu odejście z The Corre i tym samym rozwiązując stajnię po półrocznym okresie jej trwania w WWE.

### Tytuły i osiągnięcia
- World Wrestling Entertainment
  - WWE Intercontinental Championship (1 raz) – Wade Barrett
  - WWE Tag Team Championship (2 razy) – Heath Slater i Justin Gabriel